# Into the Purple Valley
| Recensione                        | Giudizio        |
| --------------------------------- | --------------- |
| AllMusic                          | [ 1 ]           |
| Robert Christgau                  | B+              |
| The New Rolling Stone Album Guide | [ 3 ]           |
| Sputnikmusic                      | 4.1 (Excellent) |
| Piero Scaruffi                    | [ 5 ]           |
| Dizionario del Pop-Rock           | [ 6 ]           |
| 24.000 dischi                     | [ 7 ]           |

Into the Purple Valley è il secondo album discografico di Ry Cooder, pubblicato dalla casa discografica Reprise Records nel 1971.

## Tracce
Lato A
1. How Can You Keep on Moving – 2:25 (Tradizionale; adattamento di Ry Cooder)
2. Billy the Kid – 3:45 (Tradizionale; adattamento di Ry Cooder)
3. Money Honey – 3:28 (Jesse Stone)
4. F.D.R. in Trinidad – 3:01 (Fritz McLean)
5. Teardrops Will Fall – 3:03 (Dickey Doo, Marion Smith)
6. Denomination Blues – 3:58 (Washington Phillips)

Lato B
1. On a Monday – 2:52 (Huddie Ledbetter)
2. Hey Porter – 4:34 (Johnny Cash)
3. Great Dream from Heaven – 1:53 (Joseph Spence)
4. Taxes on the Farmer Feeds Us All – 3:52 (Tradizionale; adattamento di Ry Cooder)
5. Vigilante Man – 4:15 (Woody Guthrie)

## Formazione
- Ry Cooder - voce, mandolino, slide guitar, chitarra elettrica
- Jim Dickinson - pianoforte, cori, celeste, harmonium
- Chris Ethridge - basso
- Jim Keltner - batteria
- Milt Holland - percussioni
- John Craviotto - batteria
- Fritz Richmond - tuba
- Jerry Jumonville - sax
- Joe Lane Davis - corno inglese
- George Bohannon - corno inglese
- Ike Williams - corno inglese
- Gloria Jones, Donna Washburn, Claudia Linnear, Donna Weiss - cori

Note aggiuntive
- Lenny Waronker e Jim Dickinson - produttori
- Judy Maizel - assistente alla produzione
- Lee Herschberg, Rudy Hill - ingegneri delle registrazioni
- Lee Herschberg - ingegnere del mixaggio
- Charlie O'Bannon, Lighting Gaffer, Owen Crompton, Grip Foreman, Ed Thrasher, Salisbury-Zoell Productions - grafica copertina
- Marty Evans - fotografie
- Sumiko - vestiti[11]